# 高木践
高木 践（たかぎ せん、2002年3月14日 - ）は、大阪府出身のプロサッカー選手。Jリーグ・清水エスパルス所属。ポジションはディフェンダー（DF）。

## 来歴
阪南大学高校でのプレーを経て、卒業後は阪南大学に進学。身長170cm台とセンターバックとしては小柄ながら、打点の高いヘディングとスピードを活かしたカバーリングを武器に活躍。デンソーカップサッカーの関西選抜や大学日韓定期戦の全日本大学選抜にも選出されている。
2023年4月4日、2024年シーズンからの清水エスパルス加入内定が発表された。その後、特別指定選手に承認され、4月16日のJ2リーグ第10節・レノファ山口FC戦でJリーグデビューを飾った。
2024年7月6日、ジェフユナイテッド千葉戦で初ゴールを記録。その千葉戦でプロA契約締結条件のJ2リーグ出場試合時間900分を突破したため、プロA契約を締結した。

## 人物
趣味は韓国ドラマ鑑賞で、オフの日には自宅でテレビやYouTubeを見ながら過ごすことが多い。特に『ペントハウス』がお気に入りである。
高校卒業時には漁師になることを真剣に考えていたと語っており、幼少期から家族と釣りに出かけることが多かったという。
チーム内ではおっとりとした性格で知られ、本人も自らを「ナマケモノタイプ」と評している。
また、スパイクに強いこだわりはなく、破れるまで同じものを使い続けたり、他の選手から譲られたサイズ違いのスパイクを履いてプレーしたこともある。
プロ入り後は初めて親元を離れて生活しており、「自立できるか不安だった」と語っている。

## 所属クラブ
- FCおきつ
- SC大阪エルマーノSC
- 阪南大学高等学校
- 阪南大学
  - 2023年  清水エスパルス（特別指定選手）[11]
- 2024年 -  清水エスパルス

## 個人成績
| 国内大会個人成績 | 国内大会個人成績 | 国内大会個人成績 | 国内大会個人成績 | 国内大会個人成績 | 国内大会個人成績 | 国内大会個人成績 | 国内大会個人成績 | 国内大会個人成績 | 国内大会個人成績 | 国内大会個人成績 | 国内大会個人成績 |
| 年度             | クラブ           | 背番号           | リーグ           | リーグ戦         | リーグ戦         | リーグ杯         | リーグ杯         | オープン杯       | オープン杯       | 期間通算         | 期間通算         |
| 年度             | クラブ           | 背番号           | リーグ           | 出場             | 得点             | 出場             | 得点             | 出場             | 得点             | 出場             | 得点             |
| 日本             | 日本             | 日本             | 日本             | リーグ戦         | リーグ戦         | リーグ杯         | リーグ杯         | 天皇杯           | 天皇杯           | 期間通算         | 期間通算         |
| ---------------- | ---------------- | ---------------- | ---------------- | ---------------- | ---------------- | ---------------- | ---------------- | ---------------- | ---------------- | ---------------- | ---------------- |
| 2023             | 清水             | 35               | J2               | 2                | 0                | 2                | 0                | -                | -                | 4                | 0                |
| 2024             | 清水             | 32               | J2               | 13               | 1                | 1                | 0                | 1                | 0                | 15               | 1                |
| 2025             | 清水             | 70               | J1               |                  |                  |                  |                  |                  |                  |                  |                  |
| 通算             | 日本             | 日本             | J1               | 0                | 0                | 0                | 0                | 0                | 0                | 0                | 0                |
| 通算             | 日本             | 日本             | J2               | 15               | 1                | 3                | 0                | 1                | 0                | 19               | 1                |
| 総通算           | 総通算           | 総通算           | 総通算           | 15               | 1                | 3                | 0                | 1                | 0                | 19               | 1                |

- 2023年は特別指定選手

出場歴
- Jリーグ初出場 - 2023年4月16日 J2第10節 レノファ山口FC戦 (維新みらいふスタジアム)
- Jリーグ初得点 - 2024年7月6日 J2第23節 ジェフユナイテッド千葉戦 (IAIスタジアム日本平)